# Marib (muhafaza)
Marib – jedna z 21 jednostek administracyjnych Jemenu. Znajduje się w środkowej części kraju. Według danych na rok 2012 muhafazę zamieszkiwało 296 100 osób, a gęstość zaludnienia wyniosła 16,92 os./km².

## Demografia
Populacja:
| Rok     | 1994    | 2004    | 2009    | 2012    |
| ------- | ------- | ------- | ------- | ------- |
| Ludność | 181 740 | 238 522 | 271 900 | 296 100 |

## Klimat
Średnia temperatura wynosi 29°C. Najcieplejszym miesiącem jest czerwiec (33°C), a najzimniejszym styczeń (22°C). Średnie opady wynoszą 134 milimetry rocznie. Najbardziej wilgotnym miesiącem jest sierpień (35 milimetrów opadów), a najbardziej suchym miesiącem jest luty (1 milimetrów opadów).